# Elena Ferrante
Elena Ferrante is het pseudoniem van een romanschrijver die naar eigen zeggen in 1943 in Napels werd geboren. De boeken van Ferrante zijn oorspronkelijk in het Italiaans geschreven en in vele talen vertaald. Ferrante werd internationaal bekend met een cyclus van vier romans (De Napolitaanse romans) over de levenslange vriendschap tussen twee vrouwen uit Napels. Er zijn veel pogingen gedaan om de echte naam van de auteur te achterhalen maar de identiteit van de schrijver achter het pseudoniem Elena Ferrante is niet bekend.

## Leven
Elena Ferrante is de naam die sinds 1992 als pseudoniem wordt gebruikt door de auteur van een aantal in het Italiaans geschreven romans. Men vermoedt dat Ferrante een vrouw is die waarschijnlijk in Napels is opgegroeid en enige tijd buiten Italië heeft gewoond. Ze zou klassieke talen gestudeerd hebben en moeder van dochters zijn. Men veronderstelt dat zij een baan heeft die geen verband houdt met haar schrijverschap. Deze conclusies zijn gebaseerd op (meestal schriftelijke) interviews met Ferrante en door haar gepubliceerde correspondentie met haar uitgevers.

## Werk
Elena Ferrante debuteerde in 1992 met L'amore molesto (Nederlandse vertaling: Kwellende liefde). Dit boek gaat over de jonge Delia die zich bezighoudt met de dood van haar moeder Amalia, die ofwel werd vermoord of verdronk. Dit confronteert haar met haar eigen verleden en haar achtergrond als kind uit een groot Napolitaans gezin.
In de tien jaar na haar debuut werkte Ferrante aan een aantal romans die ze zelf niet goed genoeg vond voor publicatie. In haar tweede gepubliceerde roman I giorni dell'abbandono (2002, Nederlandse vertaling: Dagen van verlating) beschrijft ze een echtpaar dat in Turijn woont, besluit te scheiden, en in het bijzonder hoe de vrouw omgaat met deze scheiding en haar eigen identiteit vindt.
In de roman La figlia oscura (2006, Nederlandse vertaling: De verborgen dochter) is de hoofdpersoon een succesvolle vrouw van middelbare leeftijd die haar vakantie doorbrengt op een strand in Zuid-Italië. Ze ontmoet een groot gezin uit Napels en deze ontmoeting maakt haar duidelijk wat haar eigen leven haar heeft gekost. Dit leidt tot een mentale crisis.
In 2011 verscheen het eerste deel van Ferrantes tetralogie L'Amica geniale (Mijn geniale vriendin). Vervolgens kwam elk jaar daarna een volgend deel uit. Deze romancyclus vertelt het verhaal van een levenslange vriendschap tussen twee Napolitaanse vrouwen, rond 1944 geboren in een arme wijk in Napels. Met deze vier romans brak Ferrante internationaal door. De romancyclus is in meer dan 40 talen vertaald en werd wereldwijd door literaire critici positief ontvangen.
In 2019, vijf jaar na het verschijnen van het vierde en laatste deel in de Napolitaanse cyclus, verscheen La vita bugiarda degli adulti, (Het leugenachtige leven van volwassenen). Ook deze roman speelt zich af in Napels en beschrijft de puberjaren van een meisje in de jaren negentig, waarbij vooral de relatie met haar vader centraal staat.

## Stijl en werkwijze
Ferrante ontwikkelt het plot van haar romans grotendeels tijdens het schrijven, al heeft ze bij het begin al wel in grote lijnen een kader voor de verhaallijn. Zij wil van tevoren niet te veel gedetailleerde aantekeningen maken omdat dat voor haar de energie uit het schrijfproces haalt. Zij schrijft de eerste versie in een droge, vlakke toon en brengt in een later stadium diepere lagen aan. Zij streeft ernaar dat haar romans 'waarachtig' overkomen.
Veel voorkomende thema's in haar werk zijn de relatie tussen moeder en dochter, en het harde uitzichtloze leven van mensen in de armste wijken.

## Identiteit van de schrijver
Hoewel Ferrante herhaaldelijk heeft aangegeven dat ze haar echte naam verborgen wil houden, is er veel gespeculeerd over wie er achter het pseudoniem schuilgaat. Aanvankelijk werd de schrijfster Fabrizia Ramondino gezien als de meest waarschijnlijke kandidaat. Deze theorie verviel toen er na de dood van Ramondino nieuwe romans van Ferrante verschenen.
In maart 2016 opperde prof. Marco Santagata dat Marcella Marmo, hoogleraar hedendaagse geschiedenis aan de Universiteit van Napels, de auteur was. Zij heeft dit altijd ontkend.
In oktober 2016 concludeerde onderzoeksjournalist Claudio Gatti op basis van analyse van gehackte gegevens over royaltybetalingen dat Anita Raja, een in Rome wonende vertaalster, de auteur achter het pseudoniem Elena Ferrante was. Gatti's publicatie werd in de literaire wereld bekritiseerd als een schending van privacy.
In september 2017 analyseerde een team van wetenschappers van de Universiteit van Padua 150 Italiaanse romans van 40 verschillende auteurs, waaronder zeven boeken van Elena Ferrante. Op basis van verschillende modellen voor auteursbepaling concludeerden ze dat Anita Raja’s echtgenoot, de auteur en journalist Domenico Starnone, de waarschijnlijke auteur van de Ferrante-romans is. Starnone ontkent dit. Voor de analyse konden echter alleen door Raja vertaalde teksten worden gebruikt, en geen literair werk dat zij zelf had geschreven. Om deze reden worden er vraagtekens geplaatst bij de uitkomst.
Ferrante heeft in een interview gezegd dat de suggesties dat de auteur een man is te maken hebben met het feit dat critici denken dat vrouwelijke schrijvers zwak zijn.

## Bewerkingen
Een aantal van Ferrantes romans zijn verfilmd: L'amore molesto in 1995 door Mario Martone en I giorni dell'abbandono in 2005 door Roberto Faenza.
In 2018 verscheen My Brilliant Friend, een Amerikaans-Italiaanse miniserie van acht afleveringen gebaseerd op het eerste boek van de Napolitaanse romans, en in 2020 het vervolg: The story of a new name.
Netflix heeft in 2020 aangekondigd La vita bugiarda degli adulti (Het leugenachtige leven van volwassenen) te gaan verfilmen. In 2022 verscheen op Netflix de film The Lost Daughter, gebaseerd op La figlia oscura.

## Publicaties
- L'amore molesto (1992) Nederlandse vertaling: Kwellende Liefde
- I giorni dell'abbandono (2002) Nederlandse vertaling: Dagen van verlating
- La frantumaglia (2003) Nederlandse vertaling: Frantumaglia, een geschreven leven (memoires en correspondentie)
- La figlia oscura (2006) Nederlandse vertaling: De verborgen dochter
- La spiaggia di notte (2007) Nederlandse vertaling: Een nacht op het strand
- De Napolitaanse romans:
  - L'amica geniale (2011) Nederlandse vertaling: De geniale vriendin
  - Storia del nuovo cognome, L'amica geniale volume 2 (2012) Nederlandse vertaling: De nieuwe achternaam
  - Storia di chi fugge e di chi resta, L'amica geniale volume 3 (2013) Nederlandse vertaling: Wie vlucht en wie blijft
  - Storia della bambina perduta, L'amica geniale volume 4 (2014) Nederlandse vertaling: Het verhaal van het verloren kind
- L’invenzione occasionale (2019) Nederlandse vertaling: Toevallige bedenksels
- La vita bugiarda degli adulti (2019) Nederlandse vertaling: Het leugenachtige leven van volwassenen
- Kronieken van de liefde (2018) is een Nederlandstalige bundeling van Kwellende liefde, Dagen van verlating en De verborgen dochter

- Bibsys: 90763393
- Biblioteca Nacional de España: XX1207355
- Bibliothèque nationale de France: cb12502460r (data)
- Catàleg d'autoritats de noms i títols de Catalunya: 981058517558106706
- CiNii: DA10609519
- Gemeinsame Normdatei: 113749678
- International Standard Name Identifier: 0000 0000 6648 9858
- Library of Congress Control Number: nr96044668
- Nationale Bibliotheek van Letland: 000237919
- Bibliotheek van het Japanse parlement: 001266523
- Nationale Bibliotheek van Tsjechië: pag2008454838
- Nationale bibliotheek van Australië: 42240961
- Nationale Bibliotheek van Israël: 987007312042305171
- Nationale en Universitaire bibliotheek Zagreb: 000433878
- Nederlandse Thesaurus van Auteursnamen: 100240879
- Istituto Centrale per il Catalogo Unico: RAVV076631
- LIBRIS: 395572
- Système universitaire de documentation: 034249699
- Trove: 1457254
- Virtual International Authority File: 32103009
- WorldCat: E39PBJcrbDrYgqpCTPYcbqMtrq